# Charts (groupe)
 (décembre 2024).
Charts est un groupe musical français fondé en 1987, composé de Charly (Calogero Maurici), son frère Jacky (Gioacchino Maurici), leur ami d'enfance Francis (Francis Maggiulli) et un copain de quartier, Fred Mattia, qui quitte le groupe six mois après sa fondation. Ils sont tous originaires d'Échirolles. Le groupe se sépare en 1998 en raison du très faible succès de leur dernier album, Changer.
Philippe Gaillard, qui a découvert le groupe lors d'une tournée de France Gall, produit leur premier album en 1989, L'Océan sans fond, devient parolier du groupe et en assurera la promotion, notamment avec l'entrée dans le Top 50 du titre Je m'envole.
En 1993, le groupe décroche son plus gros tube avec Aime-moi encore, et une 13ème place au Top 50. Suivi de son follow-up Jeunes voyageurs.
À la séparation du groupe, chacun entame de son côté une carrière solo. Les ex-membres du groupe continuent cependant à écrire des chansons ensemble, d'abord sous le nom de Calogero Bros[source secondaire souhaitée]. Leurs collaborations sont aujourd'hui signées par l'énumération de chacun de leurs noms.

## Discographie
- 1989 : L'océan sans fond
- 1991 : Notre monde à nous
- 1994 : Hannibal
- 1995 : Acte 1
- 1997 : Changer

## Clips
- 1989 : Je ris, je pleure
- 1990 : Je m'envole
- 1990 : L'océan sans fond
- 1992 : Notre monde à nous
- 1993 : Aime-moi encore
- 1993 : Hautbois dormant
- 1994 : Les moustiques
- 1995 : Libre enfin
- 1995 : Je m'envole (live)
- 1995 : Les filles de l'aurore
- 1997 : Changer
- 1997 : Être humain